# Хамза Ігамане
Хамза Ігамане (араб. حمزة إغمان, нар. 2 листопада 2002, Темара) — марокканський футболіст, нападник шотландського «Рейнджерса».

## Клубна кар'єра
Вихованець клубу ФАР. 6 березня 2021 року він дебютував у першій команді проти «Беркане» (2:1), а з сезону 2022/23 став основним гравцем, допомігши команді стати чемпіоном Марокко, а наступного року став віцечемпіоном.
5 липня 2024 року Ігамане приєднався до шотландського клубу «Рейнджерс», підписавши 5-річну угоду.

## Виступи за збірну
У 2023 році Ігамане у складі молодіжної збірної Марокко до 23 років взяв участь у домашньому молодіжному кубку африканських націй. Під час турніру Ігамане зіграв один раз на груповому етапі проти Республіки Конго та в півфіналі проти Малі. В підсумку Марокко виграло у фіналі Єгипет у додатковий час і здобуло трофей.